# Гляциология
Гляциоло́гия (от лат. glacies — лёд, греч. λόγος — слово, учение) — наука о природных льдах во всех их разновидностях на поверхности Земли, в атмосфере, гидросфере и литосфере. Единым природным объектом изучения гляциологии являются гляциосфера и составляющие её нивально-гляциальные системы.

## Отрасли и направления гляциологии
По основному объекту исследований гляциология делится на несколько отраслей:
- ледниковедение
- снеговедение
- лавиноведение
- ледоведение водоёмов и водотоков
- палеогляциологию.

По взаимосвязям со смежными науками и специфическим методам в гляциологии выделяется ряд направлений:
- гляциоклиматология
- гляциогидрология
- структурная гляциология
- динамическая гляциология
- изотопная и геохимическая гляциология
- четвертичная гляциогидрология.

Вместе с геокриологией (мерзлотоведением), изучающей многолетнюю криолитозону, гляциология объединяется в криологию Земли, объектом которой служит криосфера в целом.

## История
Ранние исследования ледников восходят к 1546 году, когда Себастьян Мюнстер впервые описал ледник в Альпах:6. Как самостоятельная область знания гляциология начала формироваться к концу XVIII — началу XIX века на базе геологии и гидрологии. Первоначально понятие «гляциология» связывалось только с изучением горных ледников и ледниковых покровов Арктики и Антарктиды.

### XIX век
Начало гляциологии как науки о ледниках положил швейцарский естествоиспытатель О. Соссюр сочинением «Путешествие в Альпы» (1779—96). В XIX в. наметился общий круг проблем гляциологии, но систематических материалов о ледниках не хватало, методы исследований были примитивны, а знания о физике льда — недостаточны. Поэтому первый этап развития гляциологии был преимущественно описательным и характеризовался накоплением сведений главным образом о формах оледенения стран умеренного климата. Многие закономерности горного оледенения не всегда обоснованно распространялись на все другие типы ледников.
Концепцию ледникового щита предложил швейцарский учёный Луи Агассиз в 1840 году, обосновав её сходством ледниковых форм рельефа (морены, друмлины, камовые террасы) в Северной Америке и Альпах. Несмотря на первоначальные противоречия с существующими теориями, гипотеза, предполагавшая покрытие двухмильным льдом значительной части Северной Америки, выдержала 160-летнюю проверку и легла в основу современной теории плейстоценовых оледенений. 
Большое значение для становления гляциологии имели труды Л. Агассиса, Д. Форбса, Дж. Тиндаля, Ф. Фореля, С. Финстервальдера, А. Гейма, Р. Клебельсберга, Г. Рида и др. в мире и исследования Н. А. Буша, В. И. Липского, В. Ф. Ошанина, К. И. Подозерского, В. В. Сапожникова, М.В.Тронова, Б. А. Федченко, П. А. Кропоткина и др. в России, где изучение ледников проводилось со 2-й половины XIX века в основном по инициативе Русского географического общества (здесь была создана так называемая «ледниковая комиссия» под руководством И. В. Мушкетова).

### XX век
В XX в. начался второй этап в развитии гляциологии, отличающийся обширными исследованиями полярного оледенения, глубоким проникновением в природу льда и в сущность физических явлений в ледниках, организацией стационарных работ на ледниках, применением ряда новых точных методов (фотограмметрия, аэрофотосъёмка, геофизическое зондирование, пыльцевой анализ, термическое бурение и др.) Серьёзным достижением этого периода является также постановка работ по определению реологических характеристик льда (Д. Глен, К. Ф. Войтковский и др.) и петрографических особенностей различных видов льда, отождествляемых с горными породами (П. А. Шумский).
В 1965 году Институт географии АН СССР организовал первую советскую гляциологическую экспедицию на норвежский полярный архипелаг Шпицберген под руководством Евгения Максимовича Зингера. Архипелаг, привлекавший разнообразием ледников и расположенный на пути теплых воздушных масс из Атлантики, стал уникальным полигоном для изучения изменений оледенения в Арктике, связанных с российскими архипелагами. Экспедиция впервые активно использовала на архипелаге методы дистанционного зондирования, бурения, изотопного анализа и моделирования. В 1997 году удалось инструментально зафиксировать процесс резкого наступания ледника Фритьоф, что стало уникальным явлением для изучения подобных процессов в Арктике в целом.. 
Разработаны генетическая классификация льдов и теории пластического и вязко-пластического движения ледников (Д. Най, Л. Либутри, В. Н. Богословский, С. С. Вялов, П. А. Шумский и др.), заменившие гипотезы скольжения, объёмных изменений, режеляции, скалывания и др. Расширены представления о зависимости ледников от колебаний климата (Д. Най), о бюджете вещества и энергии в ледниках (П. А. Шумский), о температурном режиме ледников (М. Лагалли, Г. А. Авсюк и др.), о циклах оледенения (У. Хоббс, М. В. Тронов, К. К. Марков, С. В. Калесник и др.). Детально разработана проблема хионосферы и снеговой границы (Х. Альман, М. В. Тронов, С. В. Калесник). Собран и проанализирован обширный материал о колебаниях ледников и их географическом распространении.
Открыты новые ледники и даже районы современного оледенения, в том числе на Урале, Восточном Саяне, в бассейне р. Индигирка, на полуострове Таймыр, в Корякском и Становом нагорьях. Составлены монографии по современному оледенению: для Северного полушария (под редакцией У. Филда), Высокой Азии (Г. Висман) и др. районов Земли. В СССР опубликованы описания и каталоги ледников Кавказа (К. И. Подозерский, П. А. Иваньков), Алтая (М. В. Тронов), Средней Азии (Н. Л. Корженевский, Н. Н. Пальгов, Р. Д. Забиров), Камчатки (П. А. Иваньков), Советской Арктики (П. А. Шумский), Антарктиды (П. А. Шумский и др.), дана общая картина оледенения горных районов СССР (С. В. Калесник). Снежный покров и динамику ледников различных регионов земли, а также особенности оледенения Земли в целом рассматривал в своих фундаментальных монографиях В. М. Котляков.
Развитию гляциологии способствовала координация гляциологических исследований в периоды Первого (1882—1883) и Второго (1932—33) Международного полярного года и особенно во время Международного геофизического года (МГГ, 1957—58, дополнительно в 1959). Важную роль сыграло комплексное изучение льда и ледников, проводившееся по программе Международного гидрологического десятилетия (1965—75). На основе новых данных, полученных в результате проведения МГГ, был составлен Каталог ледников СССР. В конце 1990-х годов увидел свет многотомный Атлас снежно-ледовых ресурсов мира (АСЛРМ) под общей научной редакцией академика В. М. Котлякова, над созданием которого около 20 лет трудились все гляциологи СССР, позже — России и стран СНГ.

### XXI век
В 2013 году российские гляциологи достигли поверхности самого крупного подлёдного озера в мире — Восток, для чего они пробурили антарктический лёд на глубину более 3750 метров. Их американские коллеги в том же году добрались до поверхности озера Уилланс (800 метров под толщей льда); взятые там пробы воды и грунта принесли открытие: оказалось, в этом озере живут микроорганизмы, использующие для поддержания своей жизнедеятельности не фотосинтез, а углекислый газ.